# Zespół Rotora
Zespół Rotora (ang. Rotor syndrome; hyperbilirubinemia, Rotor type) – rzadki, genetycznie uwarunkowany zespół chorobowy o dziedziczeniu autosomalnym recesywnym. W obrazie klinicznym bardzo przypomina zespół Dubina-Johnsona. Występuje w niej nadmiar bilirubiny sprzężonej, ale nie dochodzi do odkładania czarnego barwnika w wątrobie.

## Obraz kliniczny
Choroba ma często bardzo łagodny przebieg, zwykle żółtaczka z okresowym bólem brzucha. Objawy zaczynają się w okresie niemowlęcym, czasami kilka lat później. Zdarza się, że łagodna żółtaczka jest już obecna od urodzenia. Choroba nie prowadzi do powikłań, w tym marskości wątroby.

## Patofizjologia
Choroba jest dziedziczona autosomalnie recesywnie. Dokładna etiopatogeneza choroby jest nieznana, ale prawdopodobnie jest związana z niewydolnością mechanizmu wewnątrzkomórkowego gromadzenia w wątrobie anionów organicznych, takich jak diglukuronian bilirubiny. Defekt ten wynika z mutacji jednocześnie w obu genach SLCO1B1 i SLCO1B3 na chromosomie 12, genów, które odpowiadają za produkcję białek transportujących aniony do wnętrza hepatocytu (OATP1B1 i OATP1B3). 
W zdrowej wątrobie bilirubina jest częściowo wychwytana w wątrobie przez hepatocyty, sprzęgana z resztami kwasu glukuronowego i wydalana z powrotem do krwi jako biluribina sprzężona (glukuronian i diglukuronian bilirubiny). Jej część z kolei jest z powrotem wychwytywana i magazynowana; proces ten wymaga obecności białek OATP1B1 i OATP1B3, których w zespole Rotora jest za mało. Stąd nieprawidłowo duża ilość bilirubiny trafia do krwi obwodowej, powodując zażółcenie skóry. Zazwyczaj poziom bilirubiny jest zbyt niski, by spowodować odkładanie się jej w narządach poza skórą. W odróżnieniu do niektórych innych zaburzeń metabolizmu bilirubiny, w zespole Rotora nie dochodzi także do gromadzenia się metabolitów uszkadzających hepatocyty.

## Rozpoznanie
Rozpoznanie opiera się na podstawie obrazu klinicznego i wykluczeniu innych przyczyn żółtaczki. Stężenie bilirubiny w surowicy jest zwiększone, zazwyczaj jednak nie przekracza 7 mg/dl. Około 50% wartości stanowi bilirubina sprzężona. W rozpoznaniu ważne jest stwierdzenie zwiększonego stężenia koproporfiryn w moczu. W diagnostyce różnicowej z zespołem Dubina-Johnsona wykonuje się biopsję wątroby, w przypadku zespołu Rotora wynik jest prawidłowy. Cholescyntygrafia wykazuje opóźniony wychwyt bilirubiny, ale jest rzadko wykonywana. Charakterystyczny jest duży udział w stężeniu bilirubiny jej formy sprzężonej; przypadku najczęstszej choroby związanej z defektem metabolizmu bilirubiny, zespołu Gilberta, a także ciężkich zaburzeń jak zespół Criglera-Najjara, dochodzi do znacznej przewagi stężenia bilirubiny niesprzężonej.

## Leczenie
Choroba ma przebieg łagodny i nie wymaga leczenia.

## Epidemiologia
Choroba jest bardzo rzadka, dotychczas opisano jedynie 50 przypadków w literaturze, jednak dokładna częstość choroby jest nieznana. Pierwszy opis pochodzi z 1948, obecnie stwierdzono przypadki w USA, Japonii, Francji, Meksyku, Papui-Nowej Gwinei i we Włoszech.